# Love, So Divine
Pour plus de détails, voir Fiche technique et Distribution.
Love, So Divine (신부수업, Sinbu sueop) est un film sud-coréen réalisé par Heo In-moo, sorti en 2004.

## Synopsis
Un jour, Kim Kyu-shik, séminariste renverse une relique pendant la messe à cause de la maladresse de son ami, Shin Seon-dal. Ils sont envoyés en formation dans une église au beau milieu de la campagne. Là-bas, Kim Kyu-shik rencontre la nièce du curé de l'église, Yang Bong-hie, qui vient des États-unis pour voir son petit-ami pour constater qu'il la quitte bien pour une autre. Il la retrouve ivre dans l'église et la surprend en train de boire de l'eau bénite. En essayant de l'en n'empêcher, il l'embrasse accidentellement et est surpris par Sœur Kim. Mais les choses s'avèrent difficiles quand l'oncle de Yang Bong-hie lui fait apprendre qu'il sera chargé de la préparation du baptême de celle-ci ...

## Fiche technique
- Titre original : Sinbu sueop
- Titre international : Love, So Divine
- Réalisation : Heo In-moo
- Scénario : Heo In-moo, Yoon Eun-kyeong
- Direction artistique : Jang Chun-seop
- Costumes : Kim Yoo-seon
- Montage : Kim Sun-min
- Photographie : Kim Jae-ho
- Musique : Seul Bi-an
- Production : Nam Jin-ho, Yoo In-taek
- Société de distribution : Korea Pictures
- Pays d'origine :  Corée du Sud
- Langue originale : coréen
- Format : couleur - 1.85 : 1
- Genre : Romance, comédie
- Durée : 150 minutes
- Dates de sortie :
  -  Corée du Sud : 5 août 2004
  -  Japon : 16 juillet 2005 (Tokyo)

## Distribution
- Kwon Sang-woo : Kim Kyu-shik
- Ha Ji-won : Yang Bong-hie
- Kim In-kwon : Shin Seon-dal
- Kim In-moon : Père Nam
- Kim Seon-hwa : Sister Kim
- Jeon Hye-jin
- Jo Jae-hyeon
- Kim Hee-sun
- Kim Hye-na
- Chun Woo-hee